# Nevada kormányzóinak listája
Ez a lista az Amerikai Egyesült Államok Nevada államának kormányzóit sorolja föl. Nevada neve a spanyol „hóval borított” kifejezésből ered. Az államot a „harcban született” (Battle Born) néven is emlegetik, utalva arra, hogy Nevada a polgárháború idején lépett be az Unióba. Az Egyesült Államok nyugati területén helyezkedik el. Fővárosa Carson City, legnagyobb városa Las Vegas. Az állam beceneve "az ezüst állam" ("The Silver State"), mivel sok ezüstlelőhelyet fedeztek fel itt. Az első település Mormon Station volt.
Nevada a hetedik legnagyobb állam, mely magában foglalja délen a Mojave sivatagot és északon a Great Basint. Az állam területének megközelítőleg 86 százaléka a központi kormány tulajdonában van, mind polgári, mind katonai szempontból. Az első fehér ember – a spanyol Escalante misszionárius – 1755-ben járt erre, de az indiánok által is gyéren lakott víztelen, sivatagos területet nem tartotta érdemesnek misszió megalapítására. A 19. század kezdetén az északi erdősebb területeken prémvadászok jelentek meg. Az 1850-es években aranyra bukkantak a Carson völgyében, később pedig ezüst ércet találtak az úgynevezett Comstock Lode területén (1859), s megkezdődött a szerencsevadászok, aranyásók, s más vegyes egyedek beáramlása. Az állam jelenlegi határait 1866. május 5-én jelölték ki, amikor is Arizona egy részét Pah-Ute megyét a Colorado folyótól nyugatra megkapta, mivel ezen a területen is aranyat fedeztek fel, s hivatalos körökben úgy látták, hogy ez segíteni fog Nevada állam növekedésében.
1861. március 2-án a Nevadai Terület különvált a Utah-i Területtől és felvette a Nevada nevet, amely a Sierra Nevada rövidített változata.
A kormányzói széket négy évre lehet elnyerni, s az adott személy egyszer újraválasztható.
Jelenleg a 31. kormányzó, a Republikánus Párthoz tartozó Joe Lombardo tölti be a tisztséget 2023. január 2. óta. A helyettes kormányzó a szintén republikánus Stavros Anthony.

## Párthovatartozás
| Párt         | Kormányzók |
| ------------ | ---------- |
| Demokrata    | 11         |
| Republikánus | 14         |
| Ezüst Párt   | 4          |

## Nevadai terület kormányzói
Nevada államot 1861-ben választották le Utah területéről. Az addigi kormányzók Utah kormányzóinak listája szócikkben találhatóak.

| Kép | Kormányzó         | Hivatali idő kezdete | Hivatali idő vége | Párt | Egyéb választott (szövetségi) tisztségei                                |
| --- | ----------------- | -------------------- | ----------------- | ---- | ----------------------------------------------------------------------- |
|     | Isaac Newton Roop | 1959. december 15.   | 1961. március 2.  |      | Ideiglenes kormányzó Az Egyesült Államok szenátusának tagja (1864–1873) |
|     | James W. Nye      | 1861. március 2.     | 1864. december 5. |      | Az Egyesült Államok szenátusának tagja (1863–1873)                      |

## Nevada szövetségi állam kormányzói
| Nevada kormányzóinak listája                          | Nevada kormányzóinak listája                          | Nevada kormányzóinak listája                          | Nevada kormányzóinak listája                          | Nevada kormányzóinak listája                          | Nevada kormányzóinak listája                                                                              | Nevada kormányzóinak listája                          | Nevada kormányzóinak listája                          |
| Whig Párt Ezüst Párt Demokrata Párt Republikánus Párt | Whig Párt Ezüst Párt Demokrata Párt Republikánus Párt | Whig Párt Ezüst Párt Demokrata Párt Republikánus Párt | Whig Párt Ezüst Párt Demokrata Párt Republikánus Párt | Whig Párt Ezüst Párt Demokrata Párt Republikánus Párt | Whig Párt Ezüst Párt Demokrata Párt Republikánus Párt                                                     | Whig Párt Ezüst Párt Demokrata Párt Republikánus Párt | Whig Párt Ezüst Párt Demokrata Párt Republikánus Párt |
| #                                                     | Kép                                                   | Hivatali idő kezdete                                  | Hivatali idő vége                                     | Párt                                                  | Egyéb választott (szövetségi) tisztsége                                                                   | Helyettes                                             | Helyettes                                             |
| ----------------------------------------------------- | ----------------------------------------------------- | ----------------------------------------------------- | ----------------------------------------------------- | ----------------------------------------------------- | --- | ----------------------------------------------------- | ----------------------------------------------------- |
| 1                                                     |                                                       | Henry G. Blasdel                                      | 1864. december 5. – 1871. január 2.                   |                                                       | | John S. Crosman (1864–1867)                           |                                                       |
| 1                                                     | James S. Slingerland (1867–1871)                      | Henry G. Blasdel                                      | 1864. december 5. – 1871. január 2.                   |                                                       | |                                                       |                                                       |
| 2                                                     |                                                       | Lewis R. Bradley                                      | 1871. január 2. – 1879. január 6.                     |                                                       | | Frank Denver (1871–1875)                              |                                                       |
| 2                                                     | Jewett W. Adams (1875–1883)                           | Lewis R. Bradley                                      | 1871. január 2. – 1879. január 6.                     |                                                       | |                                                       |                                                       |
| 3                                                     |                                                       | John H. Kinkead                                       | 1879. január 6. – 1883. január 1.                     |                                                       | Az Alaszkai terület kormányzója (1884–1885)                                                               |                                                       |                                                       |
| 4                                                     |                                                       | Jewett W. Adams                                       | 1883. január 1. – 1887. január 3.                     |                                                       | | Charles E. Laughton                                   |                                                       |
| 5                                                     |                                                       | Charles C. Stevenson                                  | 1887. január 3. – 1890. szeptember 21.                |                                                       | | Henry C. Davis (1887–1889)                            |                                                       |
| 5                                                     | Samuel W. Chubbuck (1889)                             | Charles C. Stevenson                                  | 1887. január 3. – 1890. szeptember 21.                |                                                       | |                                                       |                                                       |
| 5                                                     | Frank Bell (1889–1890)                                | Charles C. Stevenson                                  | 1887. január 3. – 1890. szeptember 21.                |                                                       | |                                                       |                                                       |
| 6                                                     |                                                       | Frank Bell                                            | 1890. szeptember 21. – 1891. január 5.                |                                                       | | Széküresedés                                          | Széküresedés                                          |
| 7                                                     |                                                       | Roswell K. Colcord                                    | 1891. január 5. – 1895. január 7.                     |                                                       | | Joseph Poujade                                        |                                                       |
| 8                                                     |                                                       | John E. Jones                                         | 1895. január 7. – 1896. április 10.                   |                                                       | | Reinhold Sadler                                       |                                                       |
| 9                                                     |                                                       | Reinhold Sadler                                       | 1896. április 10. – 1903. január 5.                   |                                                       | | Széküresedés                                          | Széküresedés                                          |
| 9                                                     | James R. Judge (1895–1899)                            | Reinhold Sadler                                       | 1896. április 10. – 1903. január 5.                   |                                                       | |                                                       |                                                       |
| 10                                                    |                                                       | John Sparks                                           | 1903. január 5. – 1908. május 22.                     |                                                       | | Lemuel Allen (1903–1907)                              |                                                       |
| 10                                                    | Denver S. Dickerson (1907–1908)                       | John Sparks                                           | 1903. január 5. – 1908. május 22.                     |                                                       | |                                                       |                                                       |
| 11                                                    |                                                       | Denver S. Dickerson                                   | 1908. május 22. – 1911. január 2.                     |                                                       | | Széküresedés                                          | Széküresedés                                          |
| 12                                                    |                                                       | Tasker L. Oddie                                       | 1911. január 2. – 1915. január 4.                     |                                                       | Az Egyesült Államok szenátusának tagja (1921–1933)                                                        | Gilbert C. Ross                                       |                                                       |
| 13                                                    |                                                       | Emmet D. Boyle                                        | 1915. január 4. – 1923. január 1.                     |                                                       | | Maurice J. Sullivan                                   |                                                       |
| 14                                                    |                                                       | James G. Scrugham                                     | 1923. január 1. – 1927. január 3.                     |                                                       | Az Egyesült Államok képviselőházának tagja (1933–1942) Az Egyesült Államok szenátusának tagja (1942–1945) | Maurice J. Sullivan                                   |                                                       |
| 15                                                    |                                                       | Fred B. Balzar                                        | 1927. január 3. – 1934. március 21.                   |                                                       | | Morley Griswold                                       |                                                       |
| 16                                                    |                                                       | Morley Griswold                                       | 1934. március 21. – 1935. január 7.                   |                                                       | | Széküresedés                                          | Széküresedés                                          |
| 17                                                    |                                                       | Richard Kirman, Sr.                                   | 1935. január 7. – 1939. január 2.                     |                                                       | | Fred S. Alward                                        |                                                       |
| 18                                                    |                                                       | Edward P. Carville                                    | 1939. január 2. – 1945. július 24.                    |                                                       | Az Egyesült Államok szenátusának tagja (1945–1947)                                                        | Maurice J. Sullivan (1915–1927)                       |                                                       |
| 18                                                    | Vail M. Pittman (1943–1945)                           | Edward P. Carville                                    | 1939. január 2. – 1945. július 24.                    |                                                       | Az Egyesült Államok szenátusának tagja (1945–1947)                                                        |                                                       |                                                       |
| 19                                                    |                                                       | Vail M. Pittman                                       | 1945. július 24. – 1951. január 1.                    |                                                       | | Széküresedés                                          | Széküresedés                                          |
| 19                                                    | Clifford A. Jones (1947–1955)                         | Vail M. Pittman                                       | 1945. július 24. – 1951. január 1.                    |                                                       | |                                                       |                                                       |
| 20                                                    |                                                       | Charles H. Russell                                    | 1951. január 1. – 1959. január 5.                     |                                                       | Az Egyesült Államok képviselőházának tagja (1947–1949)                                                    |                                                       |                                                       |
| 20                                                    | Rex Bell (1955–1962)                                  | Charles H. Russell                                    | 1951. január 1. – 1959. január 5.                     |                                                       | Az Egyesült Államok képviselőházának tagja (1947–1949)                                                    |                                                       |                                                       |
| 21                                                    |                                                       | Grant Sawyer                                          | 1959. január 5. – 1967. január 2.                     |                                                       | |                                                       |                                                       |
| 21                                                    | Maude Frazier (1962–1963)                             | Grant Sawyer                                          | 1959. január 5. – 1967. január 2.                     |                                                       | |                                                       |                                                       |
| 21                                                    | Paul Laxalt (1963–1967)                               | Grant Sawyer                                          | 1959. január 5. – 1967. január 2.                     |                                                       | |                                                       |                                                       |
| 22                                                    |                                                       | Paul Laxalt                                           | 1967. január 2. – 1971. január 4.                     |                                                       | Az Egyesült Államok szenátusának tagja (1974–1987)                                                        | Edward Fike                                           |                                                       |
| 23                                                    |                                                       | Mike O'Callaghan                                      | 1971. január 4. – 1979. január 1.                     |                                                       | | Harry Reid (1971–1975)                                |                                                       |
| 23                                                    | Robert E. Rose (1975–1979)                            | Mike O'Callaghan                                      | 1971. január 4. – 1979. január 1.                     |                                                       | |                                                       |                                                       |
| 24                                                    |                                                       | Robert List                                           | 1979. január 1. – 1983. január 3.                     |                                                       | | Myron E. Leavitt (1979–1983)                          |                                                       |
| 25                                                    |                                                       | Richard Bryan                                         | 1983. január 3. – 1989. január 3.                     |                                                       | Az Egyesült Államok szenátusának tagja (1989 – 2001)                                                      | Bob Cashell (1983–1987)                               | [ 31 ]                                                |
| 25                                                    | Bob Miller (1987–1989)                                | Richard Bryan                                         | 1983. január 3. – 1989. január 3.                     |                                                       | Az Egyesült Államok szenátusának tagja (1989 – 2001)                                                      |                                                       |                                                       |
| 26                                                    |                                                       | Bob Miller                                            | 1989. január 3. – 1999. január 4.                     |                                                       | | Széküresedés                                          | Széküresedés                                          |
| 26                                                    | Sue Wagner (1991–1995)                                | Bob Miller                                            | 1989. január 3. – 1999. január 4.                     |                                                       | |                                                       |                                                       |
| 26                                                    | Lonnie Hammargren (1995–1999)                         | Bob Miller                                            | 1989. január 3. – 1999. január 4.                     |                                                       | |                                                       |                                                       |
| 27                                                    |                                                       | Kenny Guinn                                           | 1999. január 4. – 2007. január 1.                     |                                                       | | Lorraine Hunt                                         |                                                       |
| 28                                                    |                                                       | Jim Gibbons                                           | 2007. január 1. – 2011. január 3.                     |                                                       | Az Egyesült Államok képviselőházának tagja (1997–2006)                                                    | Brian Krolicki (2007–2015)                            |                                                       |
| 29                                                    |                                                       | Brian Sandoval                                        | 2011. január 3. – 2019. január 7.                     |                                                       | | Brian Krolicki (2007–2015)                            |                                                       |
| 29                                                    | Mark Hutchison (2015–2019)                            | Brian Sandoval                                        | 2011. január 3. – 2019. január 7.                     |                                                       | |                                                       |                                                       |
| 30                                                    |                                                       | Steve Sisolak                                         | 2019. január 7. – 2023. január 2.                     |                                                       | | Kate Marshall (2019–2021)                             |                                                       |
| 30                                                    | —                                                     | Steve Sisolak                                         | 2019. január 7. – 2023. január 2.                     |                                                       | |                                                       |                                                       |
| 30                                                    | Lisa Cano Burkhead (2021–2023)                        | Steve Sisolak                                         | 2019. január 7. – 2023. január 2.                     |                                                       | |                                                       |                                                       |
| 31                                                    |                                                       | Joe Lombardo                                          | 2023. január 2. – hivatalban                          |                                                       | |                                                       |                                                       |
| 31                                                    | Stavros Anthony (2023–hivatalban)                     | Joe Lombardo                                          | 2023. január 2. – hivatalban                          |                                                       | |                                                       |                                                       |